# Stig Lönnqvist
Stig Johan Lönnqvist (ur. 12 kwietnia 1949 w Salo) – fiński lekkoatleta, sprinter, medalista mistrzostw Europy w 1974.
Zajął 6. miejsce w sztafecie 4 × 400 metrów (w składzie: Lönnqvist, Ari Salin, Ossi Karttunen i Markku Kukkoaho) na igrzyskach olimpijskich w 1972 w Monachium.
Zdobył brązowy medal w sztafecie 4 × 400 metrów (która biegła w składzie: Lönnqvist, Karttunen, Markku Taskinen i Kukkoaho) na mistrzostwach Europy w 1974 w Rzymie. Fińska sztafeta 4 × 400 metrów została pierwotnie zdyskwalifikowana za przepychanie się z użyciem łokci przez Kukkoaho na początku jego zmiany, ale Fińska Federacja Lekkoatletyczna złożyła skuteczny kontrprotest. Na igrzyskach olimpijskich w 1976 w Montrealu zajął 8. miejsce w sztafecie 4 × 400 metrów.
Był wicemistrzem Finlandii w biegu na 400 metrów w 1972, 1973 i 1976.
Trzykrotnie poprawiał rekord Finlandii w sztafecie 4 × 400 metrów do rezultatu 3:01,12, osiągniętego 10 września 1972 w Monachium. Jest to do tej pory (listopad 2019) rekord Finlandii.
Rekord życiowy Lönnqvista w biegu na 400 metrów pochodził z 1972 i wynosił 46,7 s.